# NGC 7723
NGC 7723 (другие обозначения — PGC 72009, MCG −2-60-5, IRAS23363-1314) — спиральная галактика с перемычкой (SBb) в созвездии Водолей.
Этот объект входит в число перечисленных в оригинальной редакции «Нового общего каталога».

## Обнаружение и наблюдения
В галактике вспыхнула сверхновая SN 1975N типа I. Её пиковая видимая звёздная величина составила 13.8.